# Підмаренник різнолистий
{{#ifeq:0|0|{{#if:Galium anisophyllon|{{#if:|[[]}}|[[]]}}}}
Підмаренник різнолистий (Galium anisophyllon) — вид квіткових рослин родини маренових (Rubiaceae).

## Біоморфологічна характеристика
Це багаторічна рослина. Коріння і кореневища тонкі, довгі, рясно розгалужені. Стебла прямовисні, іноді лежачі, чотиригранні, 5–25 см заввишки, гладкі й голі чи з явними волосками, ледве червонуваті при основі. Листки в кільцях по 5–8(9), зворотно-ланцетні чи ланцетні, 5–15(20) × 1–2(3) мм, блідо-зелені, гладкі, рідко блискучі чи з чіткими волосками. Суцвіття волотисте, рясно розгалужене. Плоди — подвійні сім'янки, 1.2–1.5 × 1.0–1.2 мм, поверхні приблизно гладка, трохи блискуча, темно-коричнева.

## Поширення
Європа: Албанія, Австрія, Болгарія, Чехія, Словаччина, Франція, Німеччина, Греція, Італія, Польща, Румунія, Швейцарія, Україна, Хорватія, Сербія, Словенія.